# Kristoffer Frøkjær-Jensen
Kristoffer Frøkjær (født 22. marts 1973) er Cand.Scient i biologi fra Københavns universitet og arbejder som videnskabsjournalist. Siden afsluttet studie i 2001 har han arbejdet med formidling af videnskab først i P1-radioprogrammet "Principia" og siden i Danmarks Radios Videnskabsredaktion som tillrettelægger på TV og web og som vært og redaktør gennem 10 år på P1s videnskabelige radioprogram "Videnskabens Verden".
Han har udgivet 3 populærvidenskabelige bøger, blandt andet bestselleren "Eske Willerslev - gør det døde levende" på Gyldendal 2015.
Desuden har han været med til at starte medierne Videnskab.dk og sciencereport.dk, været idemager bag formidlingsakademiet, der uddanner forskere i at formidle, samt arbejdet som redaktør i Undervisningsministeriet og Head of communications i Videnskabernes Selskab. Han er desuden bror til tv-værten Cecilie Frøkjær.